# Alain Cordier
Pour les articles homonymes, voir Alain Cordier (chanteur) et Cordier (homonymie).
Alain Cordier, né le 5 mai 1954 à la Ferté-Bernard (Sarthe), est un administrateur de société français et un membre du Comité consultatif national d'éthique depuis mars 2008.

## Biographie
Alain Cordier est diplômé de l'Institut d'études politiques de Paris, licencié d'économie et diplômé d'un DEA de l'école pratique des hautes études (EPHE).
En 1978, il est chargé d'études au Secrétariat général de gouvernement, puis chargé de missions à la Direction de la prévision au Ministère de l'économie et des finances. Il devient responsable de la prévision des comptes de l'Assurance maladie en 1983.
En mai 1986, il est nommé à l'assistance publique - hôpitaux de Paris, en tant que conseiller financier au cabinet du directeur général puis directeur des finances. Il devient directeur général de l'AP-HP en janvier 1993.
Il a rejoint Bayard Presse en septembre 1997 en tant que président du directoire. En arrivant à La Croix, il a cru à l'avenir de ce quotidien catholique bien que beaucoup le considéraient comme un quotidien en faillite parce que trop politisé. Il en a fait un des rares quotidiens français qui ne connaît pas le déclin. Il a soutenu son rédacteur en chef, Bruno Frappat, lorsque ce dernier, venu du quotidien Le Monde, décide de faire passer le quotidien du soir en un journal du matin. Le changement fut un succès.
Alain Cordier est nommé inspecteur général des Finances par le gouvernement français en 2005 et membre du Comité consultatif national d'éthique par le président Nicolas Sarkozy le 4 mars 2008.
Il est nommé membre du Collège de la Haute Autorité de santé par décret du 31 janvier 2011.
Il est membre de la Commission indépendante sur les abus sexuels dans l'Église présidée par Jean-Marc Sauvé, mise en place par la Conférence des évêques de France (CEF) et la Conférence des religieux et religieuses de France (Corref) en février 2019 et qui rend son rapport en octobre 2021.
Il est fait officier de la Légion d'honneur.

## Distinctions
- Officier de la Légion d'honneur (2012)